# Плосконіжкові

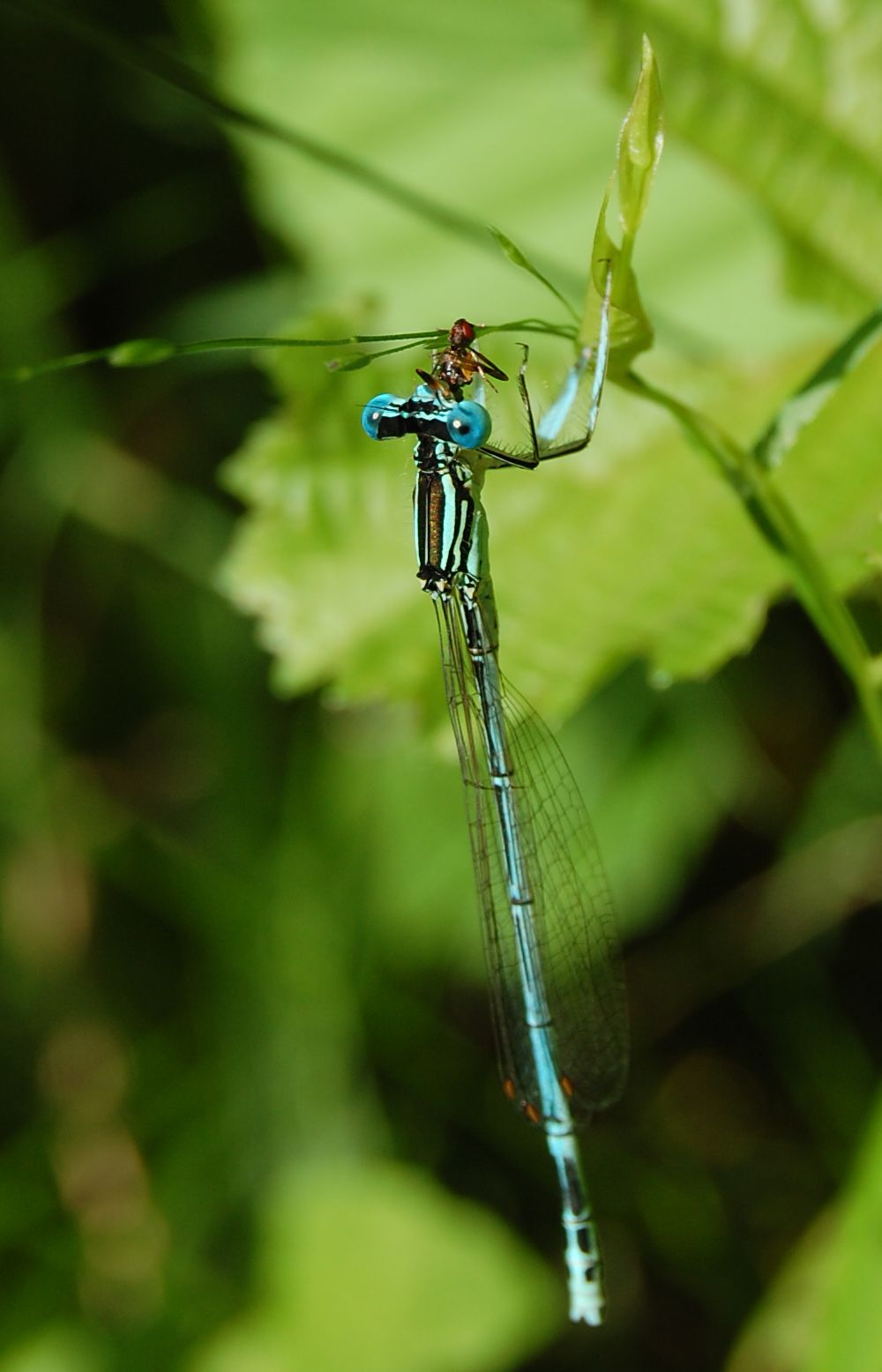

Плосконіжкові (лат. Platycnemididae) — родина бабок з підряду рівнокрилих. Налічує близько 400 видів. У викопному стані відоме з крейдяного бірманського бурштину.

## Опис
Довжина 25—35 мм. Крила 20—30 мм, їх птеростигма коротка, довжиною на 1 комірку, розташовану під нею. Середні і задні гомілки самців зазвичай розширені.

## Систематика
Понад 400 видів і 40 родів. Для фауни СРСР зазначалося 2 роди і 4 види (1 вид роду Denticnemis і 3 види роду Platycnemis). У світовій фауні раніше виділяли 2 підродини: Platycnemidinae (з родами Copera — Denticnemis — Platycnemis — Salomoncnemis) і Calicnemiinae  Fraser, 1957 з усіма іншими родами. У новому таксономічному розумінні включає представників Disparoneuridae і 6 підродин: Allocnemidinae
Calicnemiinae, Disparoneurinae, Idiocnemidinae, Onychargiinae і Platycnemidinae.
| - Allocnemis — 2 види - Arabicnemis — 1 вид - Arabineura - Archboldargia — 3 види - Asthenocnemis — 1 вид - Caconeura - Calicnemia — 16 видів - Chlorocnemis — 14 видів - Coeliccia — 59 видів - Copera — 9 видів - Cyanocnemis — 1 вид - Denticnemis — 1 вид - Disparoneura - Elattoneura - Esme - Hylaeargia — 2 види - Idiocnemis — 19 видів - Indocnemis — 1 вид - Leptocnemis — 1 вид - Lieftinckia — 6 видів - Lochmaeocnemis — 1 вид |  | - Macrocnemis - Matticnemis - Melanoneura - Mesocnemis — 5 видів - Metacnemis — 3 види - Nososticta — 56 видів - Oreocnemis — 1 вид - Onychargia — 2 види - Palaiargia — 20 видів - Papuargia — 1 вид - Paracnemis — 1 вид - Paramecocnemis — 2 види - Phylloneura - Platycnemis — 32 види - Prodasineura - Proplatycnemis - Pseudocopera - Rhyacocnemis — 2 види - Risiocnemis — 36 видів - Salomoncnemis — 1 вид - Sinocnemis — 2 види - Spesbona - Stenocnemis — 1 вид - Thaumatagrion — 1 вид - Torrenticnemis — 1 вид - † Yijenplatycnemis — 1 вид |